# Joseph Joachim François Esmé Jean Emmanuel Lancelot-Dubourg
Joseph Joachim François Esmé Jean Emmanuel Lancelot-Dubourg est un prêtre catholique et homme politique français né le 12 avril 1749 à Marcillé-Robert et mort le 4 novembre 1806 à Retiers.

## Biographie
Fils de François Lancelot, sieur du Bourg, et de Yvonne Fougeat, il entre dans les ordres et est pourvu de la cure de Retiers à l'âge de 27 ans, le 6 août 1776.
Élu député du clergé aux États généraux, le 15 septembre 1789, par la seconde assemblée diocésaine de Rennes, sénéchaussée de Saint-Malo, en remplacement de l'abbé Hunault, démissionnaire, il adhère sincèrement aux idées nouvelles, et écrit, le 27 septembre, au bureau de la correspondance de Rennes, qu'il suivrait la ligne de conduite universellement applaudie des députés de la sénéchaussée de Rennes. Il prend séance le 1er octobre 1739, est élu secrétaire de l'Assemblée en décembre 1790, et prête serment à la constitution civile du clergé le 27 septembre.
Après la dissolution de l'Assemblée constituante, il reste curé constitutionnel de Retiers, et assiste au concile de 1797, en qualité de député de l'Église de Nantes. En l'an IX (1800-1801), un peu avant le Concordat, il publie sous le titre de : Entretiens sur un écrit schismatisant intitulé : Petit Catéchisme pour les tems présents, par Jos. Lancelot, curé de Retiers, ex-constituant, archiprêtre du 5e arrondissement, et vic. gén. du diocèse de Rennes, un petit volume où il s'attache à défendre le clergé constitutionnel et le serment civique, mis à mal dans une publication clandestine, qui circule en Bretagne sous le manteau, intitulée Petit catéchisme pour les tems présents, par un Alsacien catholique. Jean-Baptiste-Marie de Maillé de La Tour-Landry, évêque de Rennes, le replace en 1803 dans sa cure de Retiers, où il meurt trois ans après. Son décès est déclaré par Pierre Dein, "l'un des vicaires de la commune".
Sa pierre tombale (11 x 100 X 198 cm), 600 kg, est conservée à Rennes au Musée de Bretagne, elle a été restaurée par Solène Chatain en 2007 (Inv. 986.0015.1). Elle porte cette inscription : "Ci git Messire Jos. Lancelot né le 12 avril 1749. Curé de Retiers en 1776. Membre de l'Assemblée Constituante. Vicaire général du Diocèse. Père de plusieurs conciles. Président de ce canton, décédé le 4 octobre 1806. Ora pro eo qui pertransiit benefaciendo". (En réalité, le 4 novembre, mais le registre des décès - acte 30 - porte "le 4 du mois d'octobre", ultérieurement corrigé en "de novembre")

## Sources
- Dictionnaire des parlementaires français de 1789 à 1889 (Adolphe Robert et Gaston Cougny)